# Giovanni Francesco Guerrieri (Bischof)
Giovanni Francesco Guerrieri (* 19. Januar 1753 in Fermo; † 24. Dezember 1822 in Rom) war ein italienischer Diplomat des Heiligen Stuhls, Kurienbischof und Bischof von Rimini.

## Leben
Er war der Sohn des Grafen Onorio Guerrieri. Die Priesterweihe empfing Giovanni Francesco Guerrieri am 6. Oktober 1782. Er vervollständigte seine Studien an der Universität La Sapienza und schloss sie am 21. April 1785 mit dem akademischen Grad eines Doctor iuris utriusque ab. Danach war er Auditor der Nuntiatur in Luzern, ab November 1794 für mehr als sechs Monate Internuntius dort, schließlich Auditor an der Nuntiatur in Lissabon. Im Alter von 50 Jahren trat er 1803 in den Dienst der Kurie und wurde Päpstlicher Hausprälat, 1804 Apostolischer Protonotar und Kanoniker der Vatikanbasilika, 1806 zudem Richter am Gerichtshof der Dombauhütte von St. Peter.
Papst Pius VII. ernannte ihn am 16. März 1808 zum Titularerzbischof von Athenae. Die Bischofsweihe spendete ihm am 20. März 1808 Bartolomeo Kardinal Pacca; Mitkonsekratoren waren Domenico Spinucci, Erzbischof von Benevento, und Giuseppe Graziosi, Weihbischof in Palestrina. Am 26. September 1814 wurde Giovanni Francesco Guerrieri Koadjutor von Pietro Maria Negroni als Sekretär der Konsistorialkongregation und trat nach dessen Tod am 9. Mai 1816 die Nachfolge an. Zwei Jahre später, am 6. April 1818, wurde er Sekretär der Kongregation für die Bischöfe und Regularen. Er wurde am 27. September 1819 mit dem persönlichen Titel eines Erzbischofs zum Bischof von Rimini ernannt, von diesem Amt trat er am 12. Januar 1822 zurück.
Giovanni Francesco Guerrieri starb am 24. Dezember 1822 in Rom und wurde in der Kirche Santa Maddalena beigesetzt.